# Hans Wallach
Hans Leopold Wallach (geboren 28. November 1904 in Schöneberg; gestorben 5. Februar 1998) war ein deutsch-amerikanischer Experimentalpsychologe. Seine Forschung konzentrierte sich auf die Wahrnehmung und das Lernen. Obgleich er in der Tradition der Gestaltpsychologie ausgebildet worden war, untersuchte er später die Anpassungsfähigkeit des Wahrnehmungssystems auf der Basis der Erfahrungen des Wahrnehmenden. Demgegenüber betonten die meisten Gestaltheoretiker die angeborenen Eigenschaften der Reize und halten die Rolle der Erfahrungen für geringer. Wallachs Studien zur achromatischen Oberfläche von Farben schuf die Grundlage für später entwickelte Theorien der Helligkeitskonstanz von Farben. Seine Arbeit zur Lokalisation von Schallquellen erklärte den Wahrnehmungsprozess, der der Stereofonie zugrunde liegt. Er war Mitglied der US-amerikanischen National Academy of Sciences (seit 1986), Guggenheim-Stipendiat und Empfänger der Howard-Crosby-Warren-Medaille der Society of Experimental Psychologists.

## Leben
Hans Wallachs Eltern waren der jüdische Kaufmann Meyer Albert Wallach und Thekla geb. Mayer, die ebenfalls jüdischer Abstammung war. Er besuchte das Werner-Siemens-Realgymnasium in Berlin-Schöneberg und absolvierte dort 1923 das Abitur. Zunächst studierte er Chemie und schrieb sich dann am Psychologischen Institut der Friedrich-Wilhelms-Universität Berlin ein. Dort wurde er Assistent des Direktors Wolfgang Köhler, anschließend widmete er sich eigenen Forschungen. 1934 promovierte er in Berlin.
1936 erhielt er von Wolfgang Köhler die Einladung, ihm als wissenschaftlicher Mitarbeiter an das Swarthmore College bei Philadelphia im US-Bundesstaat Pennsylvania zu folgen. Wallach blieb dort sein gesamtes Berufsleben. In den folgenden sechs Jahre konzentrierte er sich zunächst auf die Forschung. Als immer mehr Wissenschaftler der Psychologischen Abteilung im Zweiten Weltkrieg kämpften, wurde er 1942 Dozent. 1953 wurde er Professor, von 1957 bis 1966 stand er der Psychologischen Fakultät des Swarthmore College vor. 1971 wurde er zum Centennial Professor of Psychology berufen. 1975 zog er sich aus der Lehre zurück, forschte aber weiter bis 1994.
Neben seiner Arbeit in Swarthmore war er von 1947 bis 1957 Gastdozent an der New School for Social Research in New York. 1948 erhielt er ein Guggenheim-Stipendium. 1954 und 1955 war er Mitglied des Institute for Advanced Study in Princeton, New Jersey.
Wallach war mit der Künstlerin Phoebe Kasper verheiratet. Sie hatten einen gemeinsamen Sohn, Karl. Seine Ehefrau starb 1968 und sein Sohn 2001.

## Schriften
- Über visuell wahrgenommene Bewegungsrichtung, Springer Verlag, Berlin 1935
- Figural after-effects. An investigation of visual processes, in: Proceedings of the American Philosophical Society, 88, S. 269–357
- Adaption in the constancy of visual direction tested by measuring the constancy of auditory direction. in: Attention, Perception & Psychophysics, 4, S. 299–303